# Fekete-tengeri régió
A Fekete-tengeri régió (törökül: Karadeniz Bölgesi) egyike Törökország hét régiójának, a harmadik legnagyobb és nyugat-keleti irányban a leghosszabb régió, legnagyobb városa Samsun. A régió a Fekete-tenger partján fekvő tartományokat foglalja magába.

A fekete-tengeri régió Törökország regionális térképén

## Tartományok

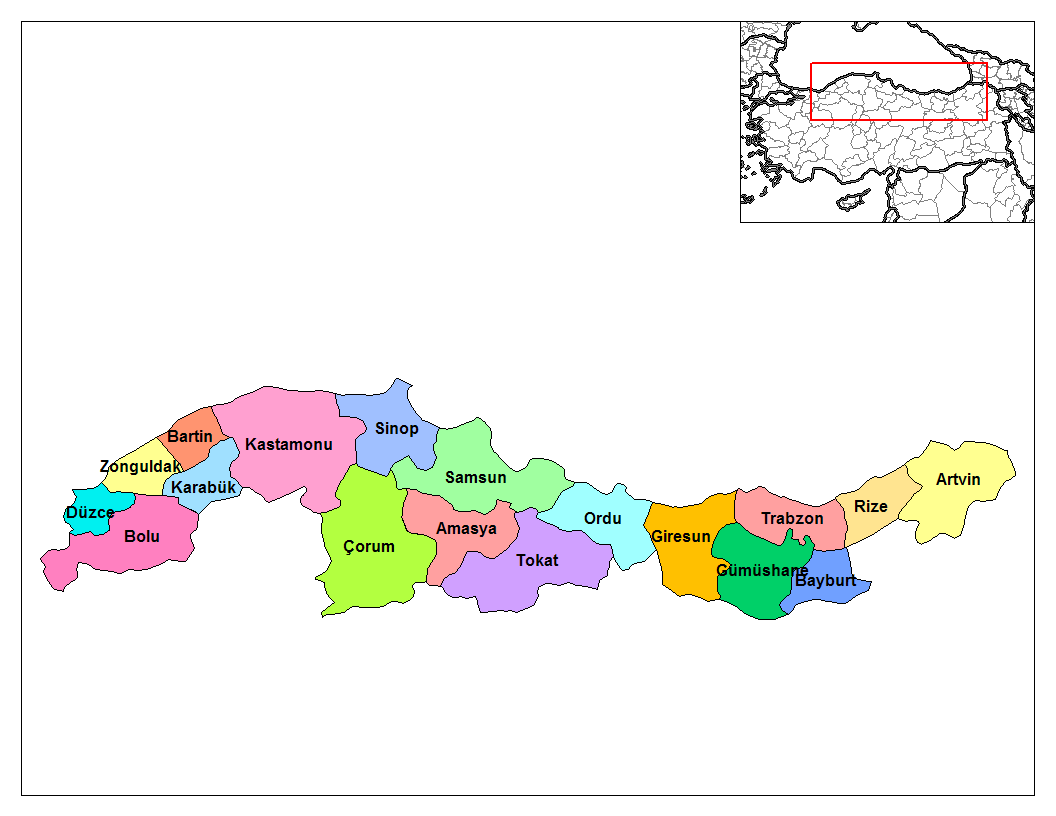
A Fekete-tengeri régió tartományai

- Amasya
- Artvin
- Bartın
- Bayburt
- Bolu
- Çorum
- Düzce
- Giresun
- Gümüşhane
- Karabük
- Kastamonu
- Ordu
- Rize
- Samsun
- Sinop
- Tokat
- Trabzon
- Zonguldak

## Népessége
A 2000-es népszámlálási adatok szerint a régióban 8 439 213 ember él, melyből 4 137 166-an városban, 4 301 747-en pedig falvakban laknak. A népesség növekedésének aránya 3,65%, ami a legkevesebb a régiók között.

## Földrajza
A Fekete-tengeri régió meredek, tengerbe futó hegyoldalakból áll, folyókkal, melyek a Fekete-tengerbe torkollanak és a Pontidákból (Doğu Karadeniz Dağları) erednek. A tengerpartot szinte teljesen elzárja a belső anatóliai területektől a hatalmas hegylánc, átlagosan 1500-1800, néhol 3-4000 méteres magaslataival. Az északnyugati fekvésű hegyeket sűrű erdők borítják, lombhullató és örökzöld növények egyaránt megtalálhatóak itt. A hegyek déli (Anatóliára néző) oldala sivár növényzetű. A terület tájjellege miatt történelmét tekintve is élesen elhatárolódik Anatóliától.

### Tájegységei
A Fekete-tengeri régió három tájegységre oszlik:
Nyugat-fekete-tengeri tájegység
A Kızılırmak folyó és az Adapazarı-medence (ova) között terül el.  A tengerparrtal párhuzamosan fut a Küre-hegység, a belső részeken a Bolu- és az Ilgaz-hegység vonulata található, a tájegység déli részén pedig a Köroğlu-hegység húzódik. Ezek között a hegyek között fekszik a Kastamonu-, a Bolu- és a Düzce-medence. Éghajlata a part mentén nedves szubtrópusi, beljebb kevésbé csapadékos. A hegyeket több helyen erdő borítja.
Közép-fekete-tengeri tájegység
Az Ordu nyugati részén kanyargó Melet-pataktól Sinop keleti részéig húzódik. Itt található a Canik-hegység, a főbb medencék a  Çarşamba- és a Bafra-medence. A legfontosabb két folyó a Kızılırmak és a Yeşilırmak. Éghajlata nedves szubtrópusi, de az évi csapadék mennyisége a régió többi tájegységéhez képest kevesebb.
Kelet-fekete-tengeri tájegység
A Melet-patak keleti szakaszától a grúz határig terjedő területet foglalja magába. A parttal párhuzamosan két hegyvonulat húzódik, a parthoz közelebbi a Giresun- és a Rize-hegység. Itt található a Kalkanlı-hágó. A második vonalban a Yalnızçam-, Kop-, Mescit- és Çimen-hegységek húzódnak a Kop-hágóval. A tájegység főbb folyóvizei a Çoruh-folyó és a Kelkit-patak, főbb tavai a Tortum- és a Sera-tó.

## Éghajlat
A fekete-tengeri területek éghajlata mérsékelt (Óceáni éghajlat) csapadékban gazdagok, 1400-2500 milliméternyi átlaggal, meleg, de ritkán forró nyárral, hűvös, de ritkán hideg téllel és állandó,  csapadékkal (napi rendszerességgel). A régió keleti részein enyhébb az időjárás, nyugaton szárazabb. A középhőmérséklet télen 7 C°, nyáron 23 C°. A nyári hőmérséklet ritkán magasabb, mint 30 °C. November és április között havazás is előfordulhat.

## Gazdasága
Nyugat-keleti irányban, Zongultaktól Rizéig húzódik a termékeny karadenizi partvonal. A Samsuni területen dohányt, tőle keletre, Trabzon környékén mogyorót, még keletebbre, Rizében pedig kiváló minőségű teát termesztenek. A nyugati részeken, Zonguldak környékén szenet bányásznak és itt a nehézipar is helyet kapott.